# Cercomela
Cercomela (Bonaparte, 1856) és un gènere d'ocells de la família dels muscicàpids (Muscicapidae) que en època recent ha estat considerat no vàlid.
Les nou espècies que el formaven segons la classificació del Congrés Ornitològic Internacional (versió 2.9) han estat repartides a partir de la següent versió, entre els gèneres Oenanthe, Pinarochroa i Emarginata de la següent manera:
- Cercomela dubia .- Oenanthe dubia.
- Cercomela familiaris .- Oenanthe familiaris.
- Cercomela fusca .- Oenanthe fusca.
- Cercomela melanura .- Oenanthe melanura.
- Cercomela schlegelii .- Emarginata schlegelii.
- Cercomela scotocerca .- Oenanthe scotocerca.
- Cercomela sinuata .- Emarginata sinuata.
- Cercomela sordida .- Pinarochroa sordida.
- Cercomela tractrac .- Emarginata tractrac.